# Ильяш, Иван Никитович
Иван Никитович Ильяш (15 февраля 1920, Морозовка, теперь Барышевского района, Киевская область — 2009, город Киев) — советский и украинский общественный и политический деятель, председатель Тернопольского облисполкома. Депутат Верховного Совета УССР 5-10-го созывов.

## Биография
С 1937 г. — мастер Киевского завода «Ленинская кузница».
В 1938 — 1941 г. — служил в Красной армии. Учился в летной военной школе, служил командиром звена 200-го авиаполка 40-й Авиационной дивизии 1-го Авиационного корпуса Волховского фронта. Участник Великой Отечественной войны. После тяжелого ранения в июле 1941 — на лечении, инвалид 3-й группы.
Работал механиком. С 1942 года — учитель, директор Бобровской средней школы Арамильского района Свердловской области РСФСР.
Член ВКП(б) с 1944 года.
В 1945 — 1947 г. — 1-й секретарь Октябрьского районного комитета ВЛКСМ города Свердловска РСФСР.
В 1947 — 1950 г. — 1-й секретарь Белоцерковского районного комитета ЛКСМУ, секретарь Белоцерковского районного комитета КП(б)У Киевской области.
В 1950 — 1952 г. — 2-й, 1-й секретарь Великодедеркальського районного комитета КП(б)В Тернопольской области.
В 1952 — 1955 г. — слушатель Высшей партийной школы при ЦК КПУ.
В 1955 — 1957 г. — 1-й секретарь Лановецкого районного комитета КПУ Тернопольской области.
В 1958 — 1971 г. — 2-й секретарь Тернопольского областного комитета КПУ.
Окончил Киевский институт народного хозяйства.
В мае 1971 — июле 1982 г. — председатель исполнительного комитета Тернопольского областного совета народных депутатов.
С 1982 — на пенсии в городе Киеве.

## Звание
- лейтенант

## Награды
- орден Ленина,
- три ордена Трудового Красного Знамени,
- орден Отечественной войны 1-й ст.
- медали